# Prebenda
Prebenda – uposażenie duchownych niepołączone zasadniczo ze sprawowaniem obowiązków duszpasterskich. Osobę czerpiącą dochody z prebendy zwano prebendarzem lub prebendariuszem.
Prebendy powstały w średniowieczu, w celu zapewnienia utrzymania duchownym nieposiadającym dochodów z działalności duszpasterskiej. Dotyczyło to przede wszystkim kanoników kapituł katedralnych sprawujących funkcje administracyjne w diecezji. Prebendy zastąpiły wcześniejszą wspólnotę dochodów członków kapituły. W Polsce już w XIII wieku każdy kanonik miał swoje odrębne uposażenie, czyli prebendę. 
Prebendy ustanawiano na dochodach Kościoła, w szczególności pochodzących z dziesięcin. Stopniowo przekształciły się one w szczególnego rodzaju fundacje, których dochody przypisane były konkretnemu stanowisku czy urzędowi kościelnemu. Liczba urzędów, którym przynależały prebendy również stale rosła i często były to urzędy honorowe, których piastowanie nie wiązało się ze szczególnymi obowiązkami. Pojawili się prawdziwi łowcy prebend, którzy potrafili zgromadzić do dziesięciu takich beneficjów i zapewnić sobie w ten sposób znaczne dochody (np. Bodzanta czy Uriel Górka, mający więcej niż pięć prebend, nie byli wcale wyjątkami). 
Zdarzało się, że rozdawnictwo prebend wiązało się z nepotyzmem dostojników kościelnych, dbających w ten sposób o zabezpieczenie materialne swych krewnych. Instytucja prebend spełniała również cały czas swą podstawową funkcję. 
Z czasem pojawiły się prebendy związane z utrzymaniem ośrodków czy miejsc kultu, które same nie mogły zapewnić wystarczających dochodów dla duchownych je obsługujących. Osoby tworzące takie beneficja nazywane były patronami prebend. Na przykład Jan Długosz, sam zresztą dzierżący kilka prebend, ale raczej bez wątpienia zasłużenie, był patronem prebendy służącej na utrzymanie opiekunowi kościoła pod wezwaniem świętego Marcina w Wiślicy. Patronami prebend były również osoby świeckie, ustanawiając je na przeznaczonym przez siebie na ten cel majątku. Intencją tego typu prebend było stworzenie gwarantowanych, często dodatkowych dochodów dla duchownych pełniących funkcje duszpasterskie lub znajdujących się na emeryturze. Prebendy takie związane były z poszczególnymi kościołami lub nawet pojedynczymi ołtarzami, których opiekunowie (altaryści) mieli zapewnione w ten sposób uposażenie. 
Patronat prebendy łączył się z uprawnieniem powołania na funkcję czy stanowisko z nią związane. Prebendy tworzone przez osoby indywidualne pozostawały zasadniczo pod ich patronatem. Prebendy oficjalne (urzędowe), ze względu na ich liczbę i przynoszone dochody, stały się poważnym narzędziem władzy. Osobom nimi dysponującym pozwalały stworzyć szeroki system klienteli i w ten sposób umacniać swoje wpływy. Stąd częste spory pomiędzy biskupami a władcami świeckimi o prawo patronatu nad prebendami.
W Polsce prawo do rozdawania wakujących kanonii i związanych z nimi prebend rościli sobie panujący. Często nadawali te stanowiska i związane z nimi dochody urzędnikom, wśród których znaczną część stanowili duchowni, traktując to jako formę ich wynagrodzenia za pracę lub dodatkowej nagrody za wierną służbę. 
Przekształcenia instytucji prebend spowodowały, że słowo prebenda było często używane w pojęciu ogólnym – gratyfikacji czy zysku.